# 焦炉气
煉焦製程中所產生的氣體，稱為粗爐氣或Coke Oven Gas(簡稱COG)，COG之成份為50%氫氣、甲烷30%、其他烴3%、一氧化碳7%、二氧化碳3%、氮氣7%。熱焓為20000KJ/M3或4300Kcal/M3。